# San Juan Nepomuceno (1766)
El San Juan Nepomuceno fue un navío de línea de 74 cañones de la Armada Española, diseñado por Francisco Gautier y cuya construcción fue dirigida por Manuel de Zubiria. Considerado como navío de tercera categoría según la clasificación británica, estuvo activo en la Armada española entre 1766 y 1805 hasta que apresado en la batalla de Trafalgar por la escuadra británica, que lo retuvo hasta 1816 en Gibraltar en que se vendió la  nave para su desguace. Fue buque líder de su clase homónima. Su epónimo hace referencia a San Juan Nepomuceno, religioso checo del s. XIV y patrón de Bohemia y de la Infantería de Marina española.

## Construcción
Fue construido en el Real Astillero de Guarnizo (Cantabria) en 1765 junto a otros cinco navíos de línea de similares características, el San Pascual, el San Francisco de Asís, el San Lorenzo, el Santo Domingo y el San Agustín, y cuatro fragatas, que en un principio debían seguir las líneas del llamado sistema inglés o sistema de Jorge Juan, aunque finalmente fueron proyectados por Francisco Gautier. El San Juan Nepomuceno fue el primero de los buques construidos según el llamado sistema francés, o sistema de Gautier. Uno de éstos, el San Ildefonso, se mantendría junto a él en casi todas las operaciones que ambos desempeñaron a lo largo de su existencia.
Las pruebas de mar, realizadas, realizadas en Ferrrol  junto con el San Genaro y el Santa Bárbara en abril de 1767, demostraron que el barco era muy velero, aunque poco ágil en las maniobras cerradas a pesar de su revolucionario casco. Aun así fue asignado para desempeñar funciones de exploración y caza de embarcaciones menores.

## Hitos del navío
- En 1767 desempeñó su primera misión, al escoltar hasta los Estados Pontificios a los barcos con los jesuitas, desterrados de España por el gobierno de Carlos III aquel año.

- Entre 1781 y 1783 desarrolló acciones en aguas caribeñas, coincidiendo con un período de hostilidades entre España e Inglaterra. Llegó a ser navío insignia de la flota que partió a la conquista de Pensacola y apresó la fragata británica HMS London en el curso de las operaciones.

- En 1793 entró en aguas mediterráneas, donde participó en la guerra contra la Francia revolucionaria, conflicto en el que España e Inglaterra fueron aliados, hasta que en 1796 España pasó a apoyar a Francia.

- En 1797 estuvo presente en la batalla del Cabo de San Vicente contra una flota británica, aunque no llegó a entablar combate,[5] al igual que otros 13 de los 35 barcos españoles presentes. El resultado fue una relativa derrota española.

- El 19 de febrero de 1805, Cosme Damián Churruca, destacado marino y militar, y uno de los personajes más ilustres de la Armada Española de la época, pasó a ser capitán del barco, cesando en el mando del mismo el capitán de navío Luis Antonio Flórez y Pereyra.[9]

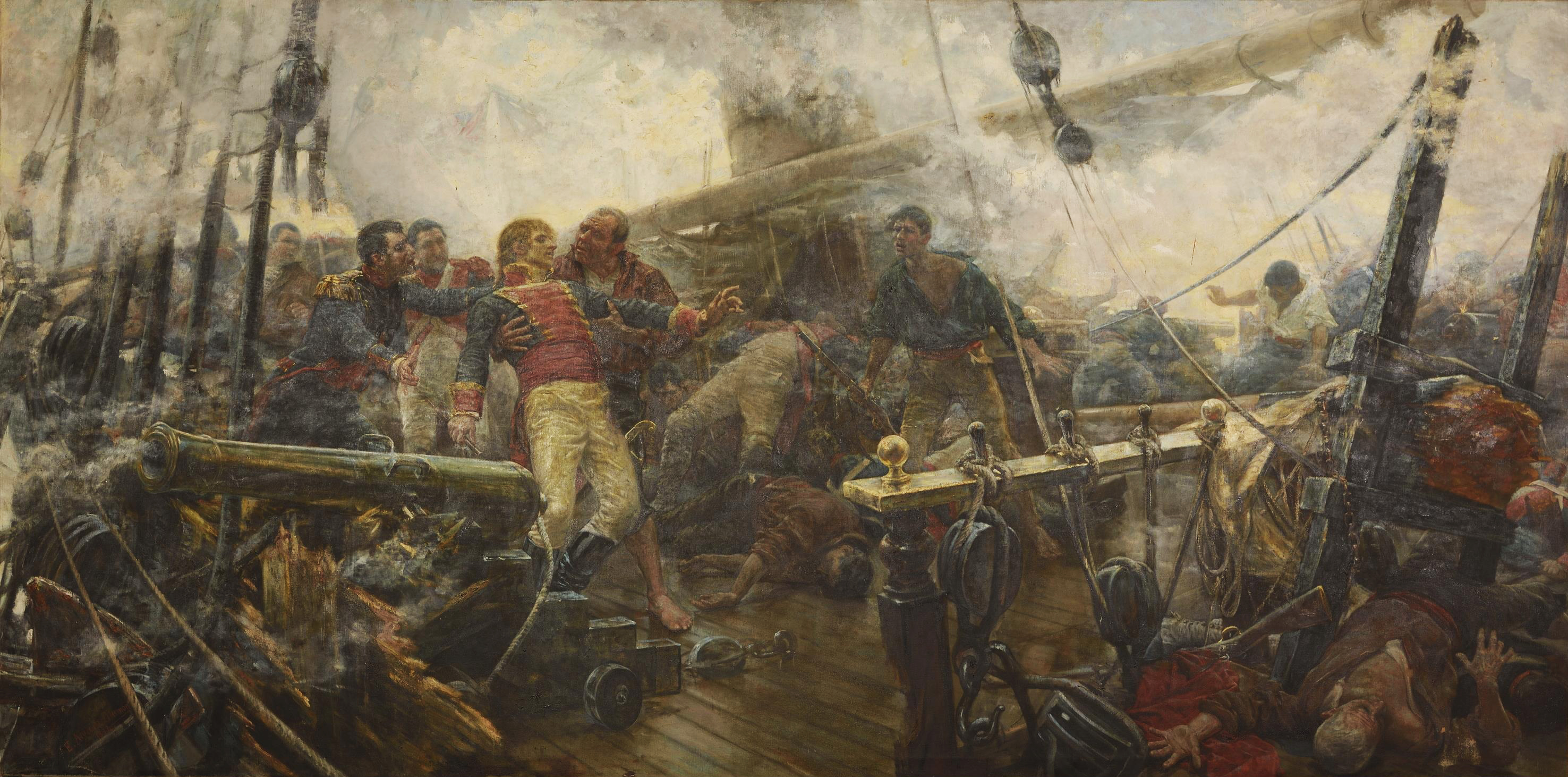
Muerte de Churruca en Trafalgar, de Eugenio Álvarez Dumont, Museo del Prado.

- Entre el 19 y el 27 de agosto de 1805 se produjo un motín a bordo del buque con las raciones de comida como telón de fondo. Churruca, como capitán del buque, dirigió un escrito al jefe de la escuadra, Federico Gravina y Nápoli. Este documento no vio la luz hasta el centenario de la batalla.[10]

### Trafalgar
- En 1805, el San Juan Nepomuceno tomó parte junto con el resto de la flota hispano-francesa en la batalla de Trafalgar, en la cual fue capturado tras rendirse y llevado a la base de Gibraltar por la flota británica. Fue uno de los últimos barcos en rendirse; se batió al principio contra dos navíos enemigos y más tarde contra cuatro, cuando otros navíos españoles y franceses ya habían abandonado la lucha. Su comandante, Cosme Churruca, herido de muerte, prohibió a sus oficiales rendirse y ordenó continuar la lucha. Su segundo comandante, Francisco de Moyúa, también acabó muerto. Finalmente, al alcanzar los 100 muertos y 150 heridos a bordo, el oficial al mando ordenó rendirse. En ese momento, es posible que el San Juan tuviera hasta seis navíos ingleses cañoneándole.

- Tras la batalla de Trafalgar, fue tomado al servicio de Gran Bretaña[11] por el HMS Dreadnought, logrando entrar en el puerto de Gibraltar la noche del 27 de octubre, tras seis días siendo remolcado.[12] Cambió su nombre en principio a HMS Berwick,[12] pero pronto se consideró conservar el nombre original y quedó como HMS San Juan[3] Sirvió como prisión flotante en Gibraltar durante muchos años y como lugar de recepción de autoridades a partir de 1808.[3] En honor al valor de Cosme Damián Churruca, se colocó una placa con su nombre en la cabina que él había ocupado mientras que permaneció a bordo, y se ordenó que todo el que en ella entrara se quitara el sombrero como muestra de respeto al aguerrido enemigo.[9] Acabó siendo vendido para desguace el 8 de enero de 1816, aunque otras fuentes lo datan en 1818.[5][9] La bandera de combate fue finalmente devuelta por los británicos en 1876, a cambio de otros objetos históricos retenidos por los españoles. Se encuentra actualmente en el Museo del Ejército del Alcázar de Toledo.[9]